# Teck
Teck eller Burg Teck var en hertigborg i Württemberg, norr om Schwäbische Alb och söder om staden Kirchheim unter Teck. Borgen fick sitt namn från Teckberg, det 775 m höga berg som den krönte. Den förstördes under Tyska bondekriget (1525). 
1894 uppfördes ett utsiktstorn på platsen för den gamla borgen. 1955 tillkom ett vandrarhem.

## Hertig av Teck
Kung Vilhelm I av Württemberg tilldelade 1863 barnen till sin kusin Alexander av Württemberg titeln "hertig av Teck", eftersom Alexanders äktenskap med Claudine Rhédey von Kis-Rhéde var  morganatiskt. Den mest kända medlemmen av släkten Teck är Mary av Teck, gemål till Georg V av Storbritannien. Hon var sondotter till Alexander av Württemberg.